# Список умерших в 1132 году
В этой статье представлен список известных людей, умерших в 1132 году.
См. также: Категория:Умершие в 1132 году

## Январь
- 9 января — Эгберт[нем.] — епископ Мюнстера (1127—1132)

## Март
- 26 марта — Жоффруа Вандомский — бенедиктинский монах, писатель и кардинал.

## Апрель
- 1 апреля — Хью Шатонефский[англ.] — епископ Гренобля (1080—1132), святой римско-католической церкви[1].
- 14 апреля — Мстислав Владимирович Великий — князь Новгородский (1088—1094, 1095—1117), князь ростовский (1094—1095), князь белгородский (1117—1125), Великий князь Киевский (1125—1132)

## Май
- 6 мая — Зигфрид I[нем.] — граф Арха (1120—1130), первый граф Лебенау (1130—1132)
- 19 мая — Конрад I фон Райтенбух[нем.] — епископ Регенсбурга (1126—1132)

## Июнь
- 6 июня — Бури Таджул-Мулик — буридский эмир Дамаска, отразивший натиск крестоносцев

## Сентябрь
- 6 сентября — София Истринская[нем.] — графиня-консорт Андекская, жена графа Бертольда II

## Декабрь
- 24 декабря — Эркенберт Франкентальский[нем.] — немецкий аристократ, основатель монастыря в Франкентале, местночтимый святой.

## Дата неизвестна или требует уточнения
- Бернар IV — граф Мельгёя (с ок. 1120).
- Герау II де Кабрера — каталонский дворянин.
- Герхард IV — граф Юлиха.
- Гуго III де Пюизе — сеньор Пюизе, виконт Шартра, граф Корбейля.
- Диего[англ.] — епископ Оренсе (1097/1100—1132)
- Маредид ап Бледин — король Поуиса (1075—1102, 1116—1132)
- Маудуд Тунтекиноглу — эмир Мосула (1109—1113) неудачно боровшийся с крестоносцами
- Фалк Фицрой[англ.] — внебрачный сын короля Англии Генриха I, монах Абигдонского аббатства